# 호바트 캐버노
호바트 캐버노(Hobart Cavanaugh, 1886년 9월 22일 ~ 1950년 4월 27일)는 미국의 배우, 연극 배우, 영화배우이다.

## 영화
- 노 리브, 노 러브 (1946년)
- 밤과 낮 (1946년)
- 기차 위의 여인 (1945년)
- 키스밋(영어판) (1944년)
- 정말 멋진 여자야! (1943년)
- 더 휴먼 코미디 (1943년)
- 스윗 로지 오그래디 (1943년)
- 마이 페이버릿 스파이 (1942년)
- 플레이메이트 (1941년)
- 아이 원티드 윙스 (1941년)
- 바보의 기쁨 (1939년)
- 댓츠 라이트 - 유어 롱 (1939년)
- 로즈 오브 워싱턴 스퀘어 (1939년)
- 브로드웨이 세레나데 (1939년)
- 네버 세이 다이 (1939년)
- 더 그레이트 오맬리 (1937년)
- 와이프 대 비서 (1936년)
- 케인 앤 마블 (1936년)
- 쓰리 스마트 걸스 (1936년)
- 페이지 미스 글로리 (1935년) - 조 보너 역
- 한여름 밤의 꿈 (1935년)
- 하이, 넬리! (1934년)
- 원더 바 (1934년)
- 물랑 루즈 (1934년)
- 패션스 오브 1934 (1934년)
- 지옥의 시장 (1933년)
- 1933년의 황금광들 (1933년)
- 투 머치 하모니 (1933년)